# Botryozyma nematodophila
Botryozyma nematodophila är en svampart som beskrevs av Shann & M.T. Sm. 1992. Botryozyma nematodophila ingår i släktet Botryozyma, ordningen Saccharomycetales, klassen Saccharomycetes, divisionen sporsäcksvampar och riket svampar.   Inga underarter finns listade i Catalogue of Life.